# De Seldsjoek (stripalbum)
De Seldsjoek is het achtste stripalbum uit de reeks De torens van Schemerwoude. Het achtste deel verscheen bij uitgeverij Arboris in 1992. Het album is geschreven en getekend door Hermann Huppen.

## Inhoud
Heer Aymar van Schemerwoude en Olivier begeleiden een groepje pelgrims door het bergachtige gebied van Anatolië, op weg naar het Heilige Land. Ongewild raken zij betrokken bij een intrige tussen de keizer van het Byzantijnse Rijk en de Turkse sultan Kiliç Arslan, als diens gezant gevangen wordt genomen. Die gezant houdt een geheime boodschap in zijn schild verborgen. De Byzantijnse gids wordt door iedereen gewantrouwd.